# Too Much (песня Marshmello и Imanbek)
«Too Much» — песня американского музыкального продюсера и диджея Marshmello и казахского музыкального продюсера Imanbek при участии американского певца Ашера. Она была выпущена 23 октября 2020 года лейблом Joytime Collective.

## Содержание
Авторами песни выступили Marshmello, Imanbek, Хамари Барнс, Нейт Сайферт, Вон Эльзас и Пэрриш Уоррингтон. Согласно пресс-релизу, «Too Much» — «высокоэнергичная» песня о том, чтобы «быть рядом с тем, кого любишь».
Песня написана в тональности фа мажор, с темпом 126 ударов в минуту.

## Музыкальное видео
Музыкальное видео вышло 24 октября 2020 года, режиссёром выступил Кристиан Бреслауэр, который также выступал продюсером видео Tiësto, Родди Рича и Джейсона Деруло. Видео показывает «мир виртуальной реальности, построенный вокруг производства». В видео Ашер носит очки виртуальной реальности и помогает «похищенной девушке спастись от Imanbek, Ашер дистанционно управляет Marshmello».

## Список композиций
| №  | Название   | Длительность |
| -- | ---------- | ------------ |
| 1. | «Too Much» | 2:45         |

| №  | Название                       | Длительность |
| -- | ------------------------------ | ------------ |
| 1. | «Too Much» (Alle Farben remix) | 2:26         |

## Чарты
| Чарт (2020–2021)                                 | Высшая позиция |
| ------------------------------------------------ | -------------- |
| СНГ (TopHit)                                     | 7              |
| Netherlands (Dutch Top 40 Tipparade)             | 15             |
| New Zealand Hot Singles (RMNZ)                   | 12             |
| New Zealand Hot Singles (RMNZ) Alle Farben remix | 31             |
| Россия (TopHit)                                  | 4              |
| Sweden Heatseeker (Sverigetopplistan)            | 17             |
| США (Billboard Hot Dance/Electronic Songs)       | 8              |

| Чарт (2021)                               | Позиция |
| ----------------------------------------- | ------- |
| CIS (TopHit)                              | 111     |
| Russia Airplay (TopHit)                   | 101     |
| US Hot Dance/Electronic Songs (Billboard) | 44      |

## Сертификации
| Регион                                                                      | Сертификация | Продажи |
| --------------------------------------------------------------------------- | ------------ | ------- |
| Бразилия (ABPD)                                                             | Платиновый   | 40 000  |
| Данные о продажах + прослушиваниях приведены только на основе сертификации. |              |         |